# Los Rehiletes
Los Rehiletes är en ort i Mexiko.   Den ligger i kommunen Juárez och delstaten Nuevo León, i den centrala delen av landet, 700 km norr om huvudstaden Mexico City. Los Rehiletes ligger 501 meter över havet och antalet invånare är 117.
Terrängen runt Los Rehiletes är varierad. Runt Los Rehiletes är det tätbefolkat, med 343 invånare per kvadratkilometer. Närmaste större samhälle är Monterrey, 16,9 km väster om Los Rehiletes. I omgivningarna runt Los Rehiletes växer i huvudsak blandskog.